# Jane Grey Swisshelm
Jane Grey Cannon Swisshelm, née le 6 décembre 1815 à Pittsburgh en Pennsylvanie (États-Unis) et morte le 22 juillet 1884 à Swissvale, près de Pittsburgh, est une journaliste américaine, abolitionniste et avocate des droits des femmes, membre du mouvement républicain radical.
Elle a été active en tant qu’écrivaine à Pittsburgh, en Pennsylvanie, et en tant qu’éditrice et rédactrice en chef à St. Cloud, dans le Minnesota. Elle a été l’une des premières femmes journalistes américaines embauchées par Horace Greeley dans son New York Tribune.
Alors qu’elle travaillait pour le gouvernement fédéral à Washington, D.C., sous l’administration du président Andrew Johnson, Swisshelm a fondé son dernier journal, Reconstructionist. Ses critiques publiées à l’égard de Johnson l’ont amenée à perdre son emploi et à fermer le journal. Elle publie son autobiographie en 1881.

## Biographie
Jane Grey Cannon était la fille de Mary Scott et de Thomas Cannon, tous deux presbytériens d’origine irlando-écossaise. Son père était marchand et spéculateur foncier.
En 1823, alors que Jane avait huit ans, sa sœur Mary et son père moururent de tuberculose, laissant la famille dans une situation difficile.
Jane a commencé à travailler, fabriquant de la dentelle et peignant sur du velours. À 12 ans, elle a été envoyée en pensionnat pendant plusieurs semaines, car il n’y avait pas d’écoles publiques à l’époque. Quand elle est rentrée chez elle, elle a appris que le médecin pensait qu’elle avait commencé à développer une tuberculose. Sa mère avait déjà perdu quatre de ses enfants à cause de maladies. Elle déménage avec le reste de sa famille à Wilkinsburg, un village à l’extérieur de Pittsburgh, et ouvre un magasin.
Institutrice à l'âge de 14 ans, elle épouse à 21 ans James Swisshelm, avec qui elle s'installe à Louisville dans le Kentucky. C'est là que pour la première fois elle entre en contact  avec l'esclavage, ce qui fait sur elle une forte impression. En 1839, elle s'installe seule à Philadelphie, contre la volonté de son mari, pour s'occuper de sa mère malade. Après la mort de cette dernière, elle dirige une école d'institutrices à Butler, en Pennsylvanie. Elle rejoint  son mari deux ans  plus tard dans sa ferme, qu'elle appellera Swissvale, à l'est de Pittsburgh (aujourd'hui, c'est la région de Swissvale en Pennsylvanie).

## Carrière
C'est à cette époque qu'elle commence à écrire des  articles contre la peine de mort ainsi que des histoires, des poèmes et des articles pour le journal anti-esclavagiste Spirit of Liberty et d'autres revues de Pittsburgh. Lorsque ce journal fait faillite, elle fonde en 1847 sa propre revue, le Saturday Visitor qui finit par atteindre un tirage de 6 000 exemplaires. Le Saturday Visitor finira par fusionné avec l’édition hebdomadaire du  Commercial Journal de Pittsburgh en 1854. Elle y écrit de nombreux éditoriaux où elle défend pour les femmes le droit à la propriété.
En étant embauché par le New York Tribune le 17 avril 1850, elle est devenue la première femme journaliste admise à la tribune des journalistes du Sénat américain. Sa présence et son récit des fracas de ce jour-là, dans lesquels le sénateur du Mississippi Henry Foote a dégainé un pistolet lorsque le sénateur du Missouri Thomas Hart Benton l’a chargé, ont été largement notés. Selon un journal du Wisconsin, « personne d’autre qu’une femme ordinaire ne pourrait rendre une description d’une telle scène aussi intéressante. Cette excitation saccadée, nerveuse, à moitié essoufflée qui embarrasserait le récit d’un homme ne fait qu’ajouter du piquant et de la grâce à celui d’une femme. ».
En 1857, elle divorce et s'installe à Saint-Cloud, dans le Minnesota, où elle dirige une série de journaux, tout en militant pour l'abolition de l'esclavage et les droits des femmes dans ses écrits et ses conférences. Écrivant dans The Saint Cloud Visiter, elle entre en conflit privé avec le général Sylvanus Lowry, un aristocrate sudiste installé dans la région qui sur le plan politique règne en  maître à Saint-Cloud. Elle s'indigne particulièrement que Lowry possède des  esclaves dans le territoire libre du Minnesota. Écrivant dans The Visiter elle accuse le général Lowry d'escroquer les Indiens, d'organiser des groupes d'auto-justice contre ceux qu'on soupçonne d'occupation illégale, et de torturer ses propres esclaves. Lowry décida alors de lancer un journal rival, The Union, plus tard appelé le St. Cloud Times, pour compenser son influence. Après l’un de ses éditoriaux enflammés, Lowry a formé un « Comité de vigilance », qui détruisit le matériel de l'imprimerie. Swisshelm organisa alors une collecte de fonds pour une autre presse et continua ses attaques. Lowry mourut en 1865 à Saint-Cloud.

### Guerre de Sécession
Lorsque la guerre de Sécession a commencé et que des infirmières étaient recherchées au front, elle a été l’une des premières à se porter volontaire.

### Retour à la vie civile
En 1862, le soulèvement des Indiens Sioux du Minnesota qui cause la mort de centaines de colons blancs l'incite à demander au gouvernement fédéral de sévir contre les Indiens. Elle visite des villes importantes à cette fin et, pendant son séjour à Washington, elle rencontra son ami de Pittsburgh, Edwin M. Stanton, alors secrétaire à la guerre, qui lui offre un poste administratif dans le gouvernement. Elle vend son journal du Minnesota, mais travaille pendant la guerre civile comme infirmière militaire dans la région de Washington, jusqu'à ce que le poste devienne disponible. Elle devient une amie de Mary Todd Lincoln.
Après la guerre, elle commence son dernier journal, le Reconstructionist, mais ses attaques contre le président Andrew Johnson lui font perdre son  journal et son emploi au gouvernement. En 1872, elle a assiste comme déléguée à  la Convention du Parti pour la prohibition.
Elle meurt en 1884 à son domicile de Swissvale et est enterrée au cimetière d'Allegheny. Swisshelm Park, un faubourg de Pittsburgh voisin de Swissvale, a pris son nom en son honneur.

### Postérité
Une nouvelle édition de l’autobiographie de Swisshelm a été publiée en 2005.